# Petnjica
Petnjica (serbocroata cirílico: Петњица) es una villa de Montenegro situada en el este del país, junto a la frontera con Serbia. Hasta 2014 era una localidad del municipio de Berane, pero luego de una segregación municipal es actualmente la capital del municipio de Petnjica.
En 2011 tiene 565 habitantes, la décima parte de la población municipal. Más del 90% de la población la forman bosníacos y musulmanes.
Es el lugar de nacimiento del escritor Šerbo Rastoder. La localidad cuenta con un equipo de fútbol llamado FK Petnjica.
Se ubica unos 10 km al noreste de Berane.